# Eggelingia gabonensis
Espèce
Synonymes
- Tridactyle gabonensis (P.J.Cribb & Laan) R.Rice[1]

Eggelingia gabonensis P.J.Cribb & Laan est une espèce de plantes à fleurs de la famille des Orchidaceae (les orchidées) et du genre Eggelingia originaire du Cameroun et du Gabon.

## Description

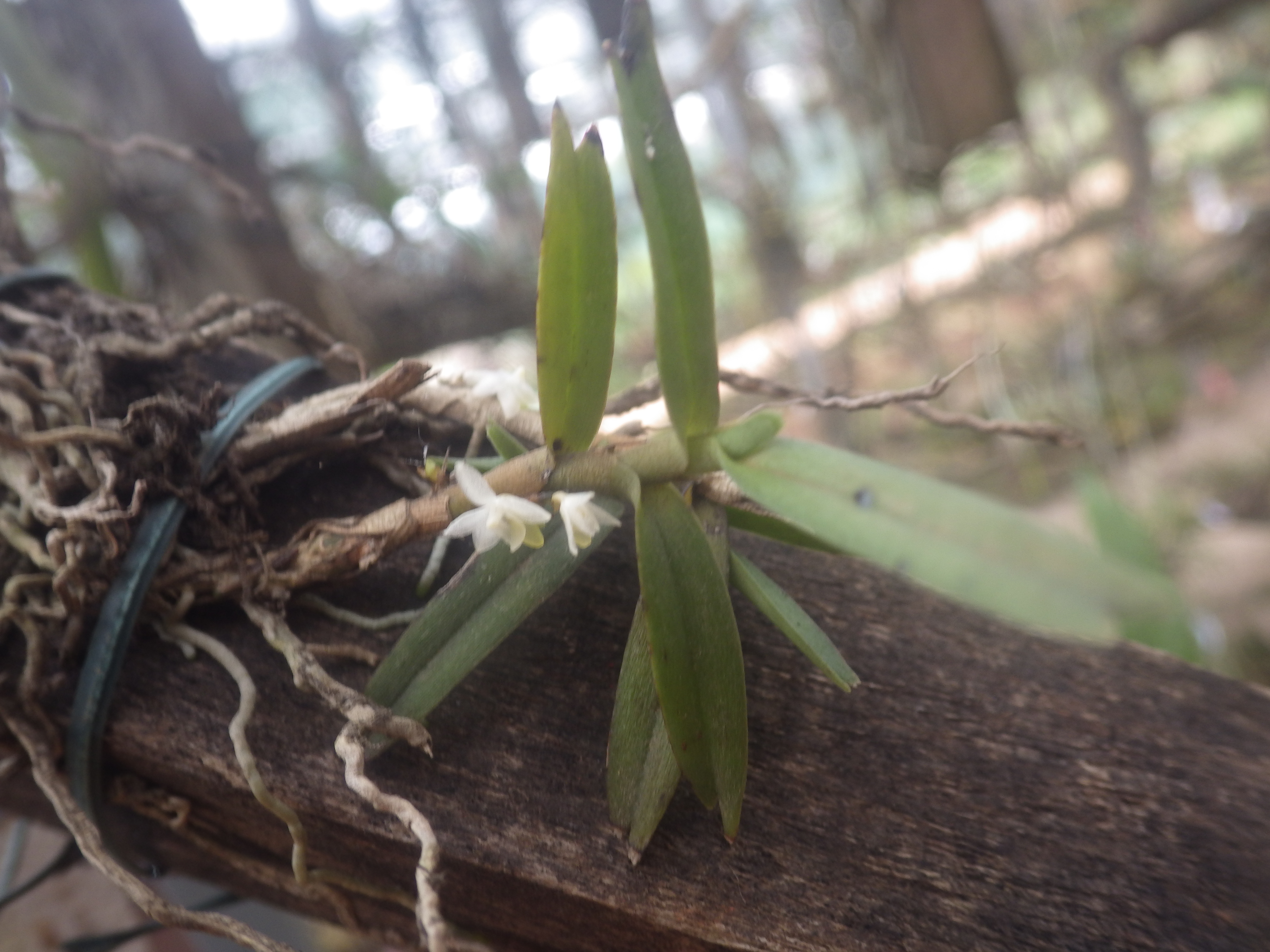
Feuilles.

Eggelingia gabonensis est une herbe épiphyte dont les tiges très minces mesurent entre 6 et 10 cm. Ses feuilles linéaires mesurent entre 1,2 et 4 cm de long et entre 0,1 et 0,25 cm de large. Ses inflorescences sont opposées aux feuilles et mesurent environ 0,3 cm de long. Chaque inflorescence possède 1 ou 2 fleurs blanches et translucides. Eggelingia gabonensis se distingue des autres espèces d'Eggelingia par sa petite taille.

## Habitat et distribution
Eggelingia gabonensis pousse dans les forêts du Gabon et du Cameroun (Djoum, Akom II).